# Sarmizegetusa Regia

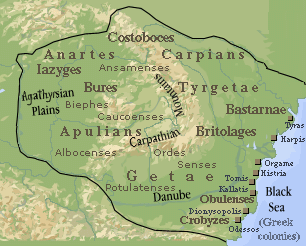
Dacië

Sarmizegetusa was eertijds de hoofdstad van het Dacische Rijk in het huidige Roemenië. De stad werd gesticht in de tweede helft van de 1e eeuw voor Christus en kende haar hoogtepunt onder koning Decebalus. Onder keizer Trajanus verklaarde het Romeinse Rijk de oorlog aan de Daciërs waarbij gevechten tussen beiden plaatsvonden in 101-102 en 105-106. Hierbij werd Samizegetusa deels verwoest. Na de Romeinse verovering bouwden de Romeinen nieuwe versterkingen rondom de stad. Ze verloren echter al snel hun interesse in de nederzetting en bouwden 40 km ten westen een nieuwe hoofdstad voor Dacië. Deze stad, Colonia Ulpia Traiana Augusta Dacica Sarmizegetusa, werd vernoemd naar de veroveraar van Dacië, keizer Trajanus, en de oude hoofdstad.
Sarmizegetusa is opgenomen in de Unesco werelderfgoedlijst als onderdeel van de Dacische forten van het Orăștiegebergte. Deze forten bevinden zich bijna allemaal in het district Hunedoara van het hedendaagse Roemenië.

## Archeologie
Archeologische opgravingen zijn gestart in de 20e eeuw en legden drie belangrijke delen bloot: het sacrale gebied met de tempels, de versterkingen en een gedeelte met huizen. De overblijfselen zijn echter mager vergeleken met de grote bloeiende antieke stad die het ooit was. Er zijn overblijfselen van de Romeinse versterkingen met hierbij een aangelegde weg die naar het sacrale deel leidde. In dit sacrale deel bevinden zich zeven tempels, twee circulaire en 5 rechthoekige en één monumentaal altaar voor offerandes.

## Afbeeldingen

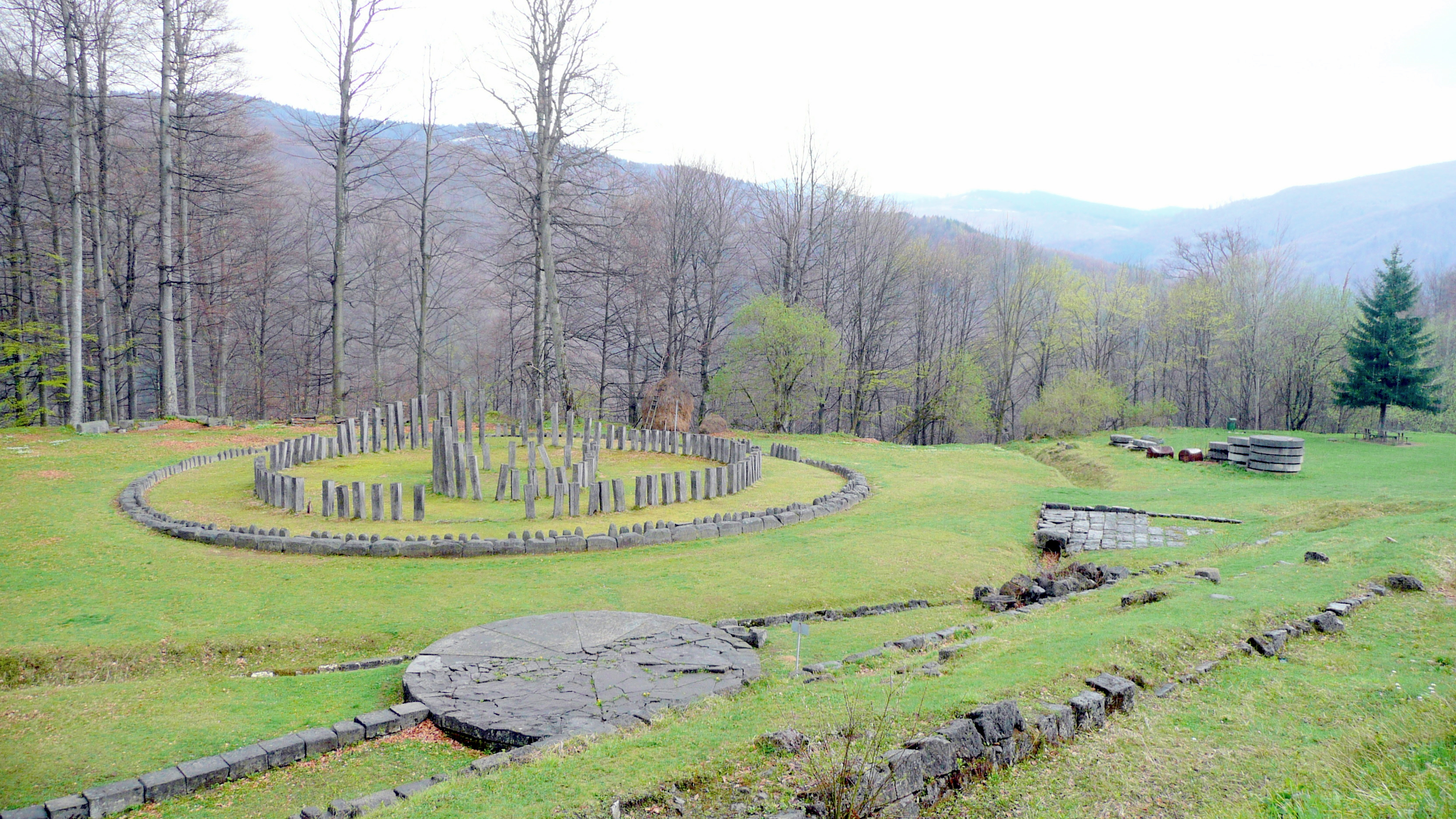
Sacrale deel met enkele tempels
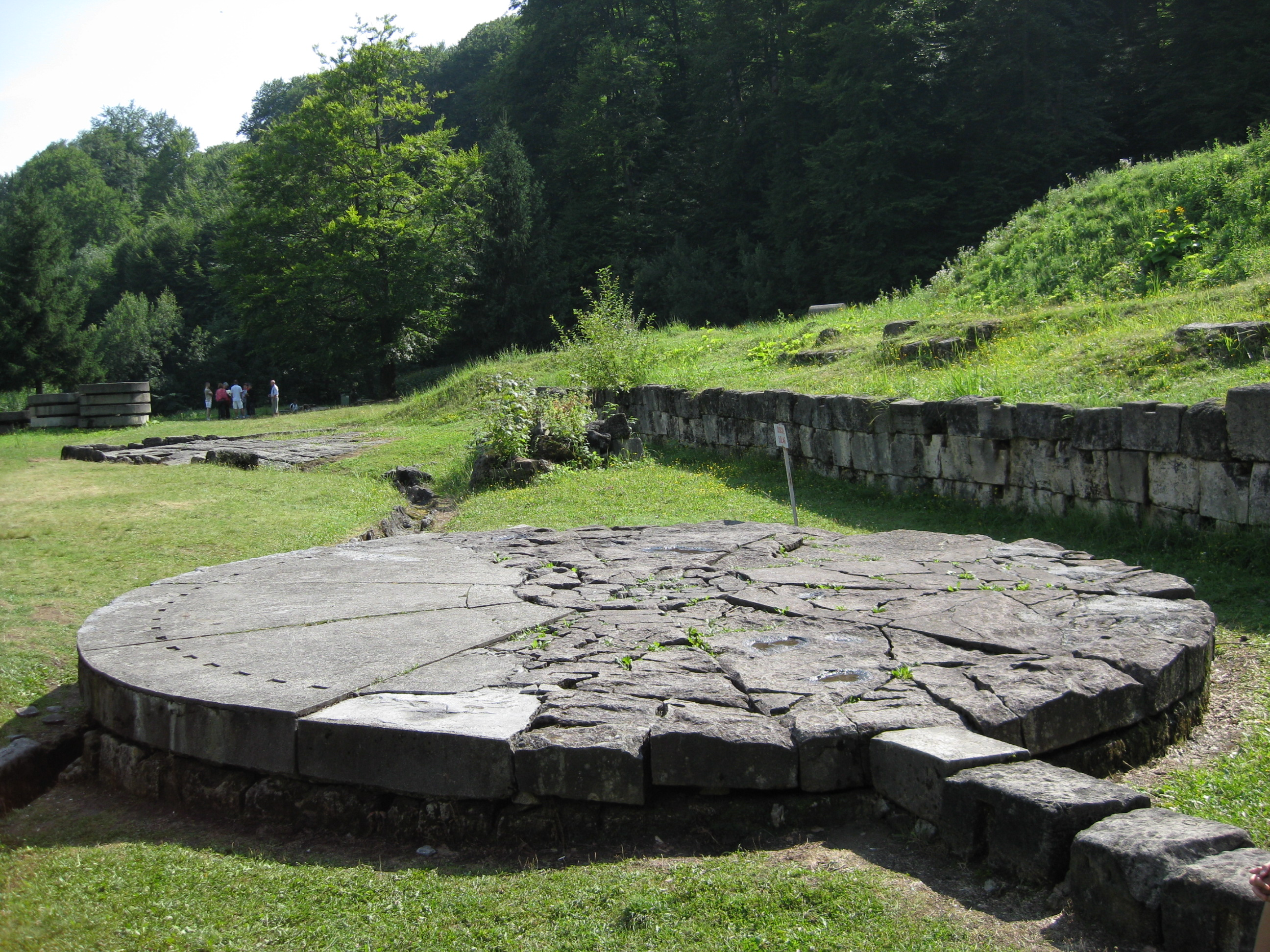
De zonneschijf, een astronomische kalender
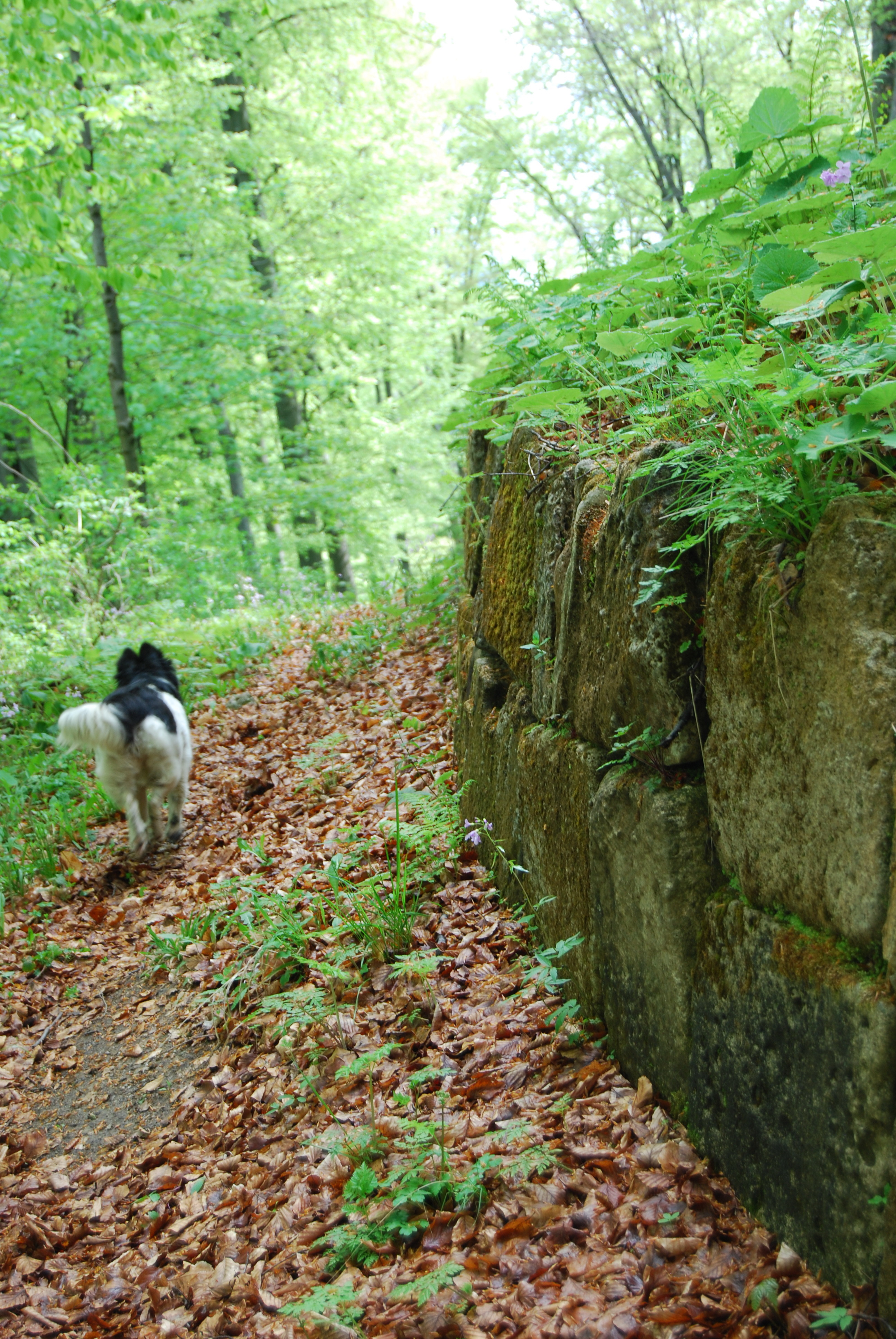
Versterkingen
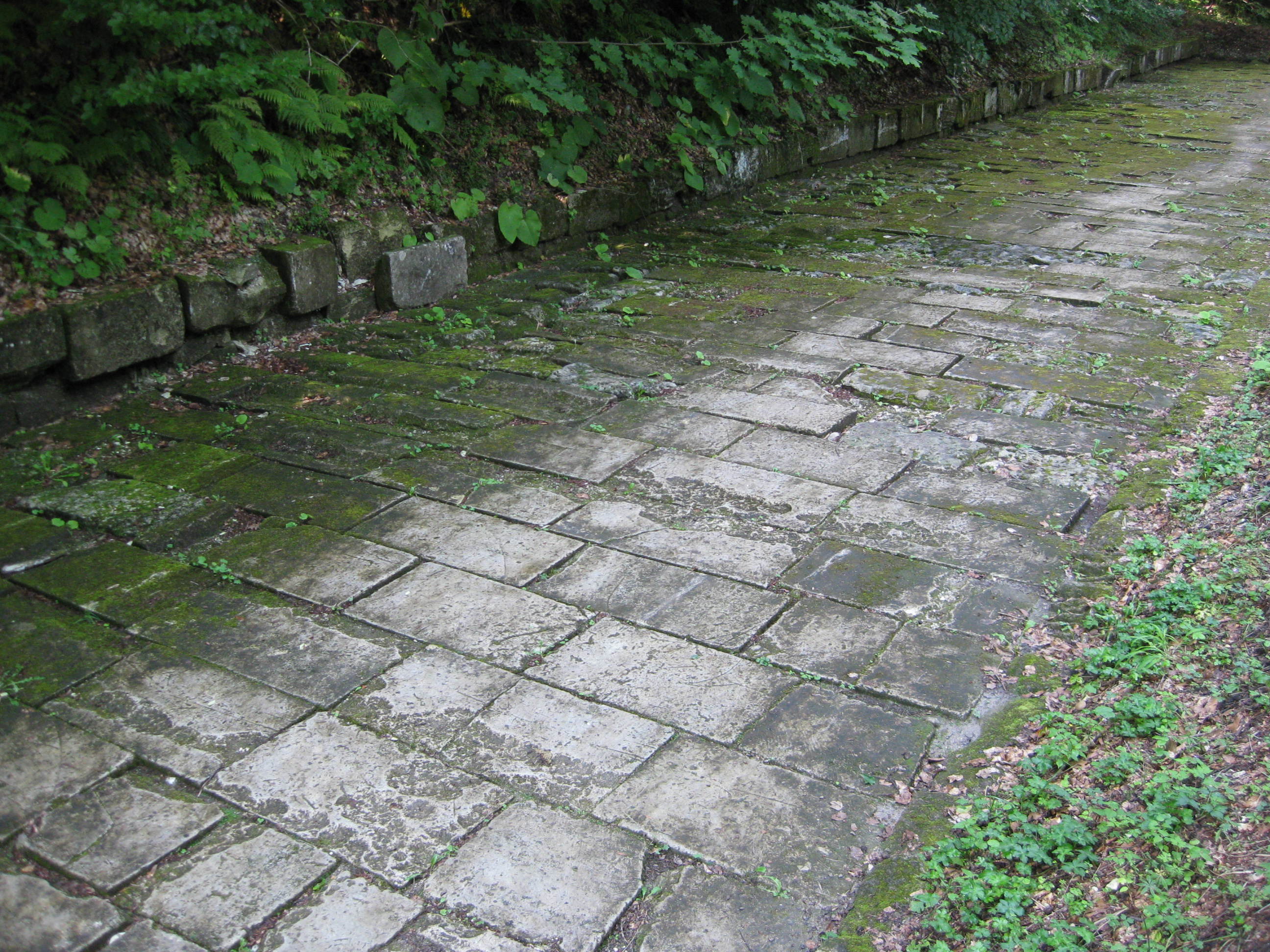
Dacische weg
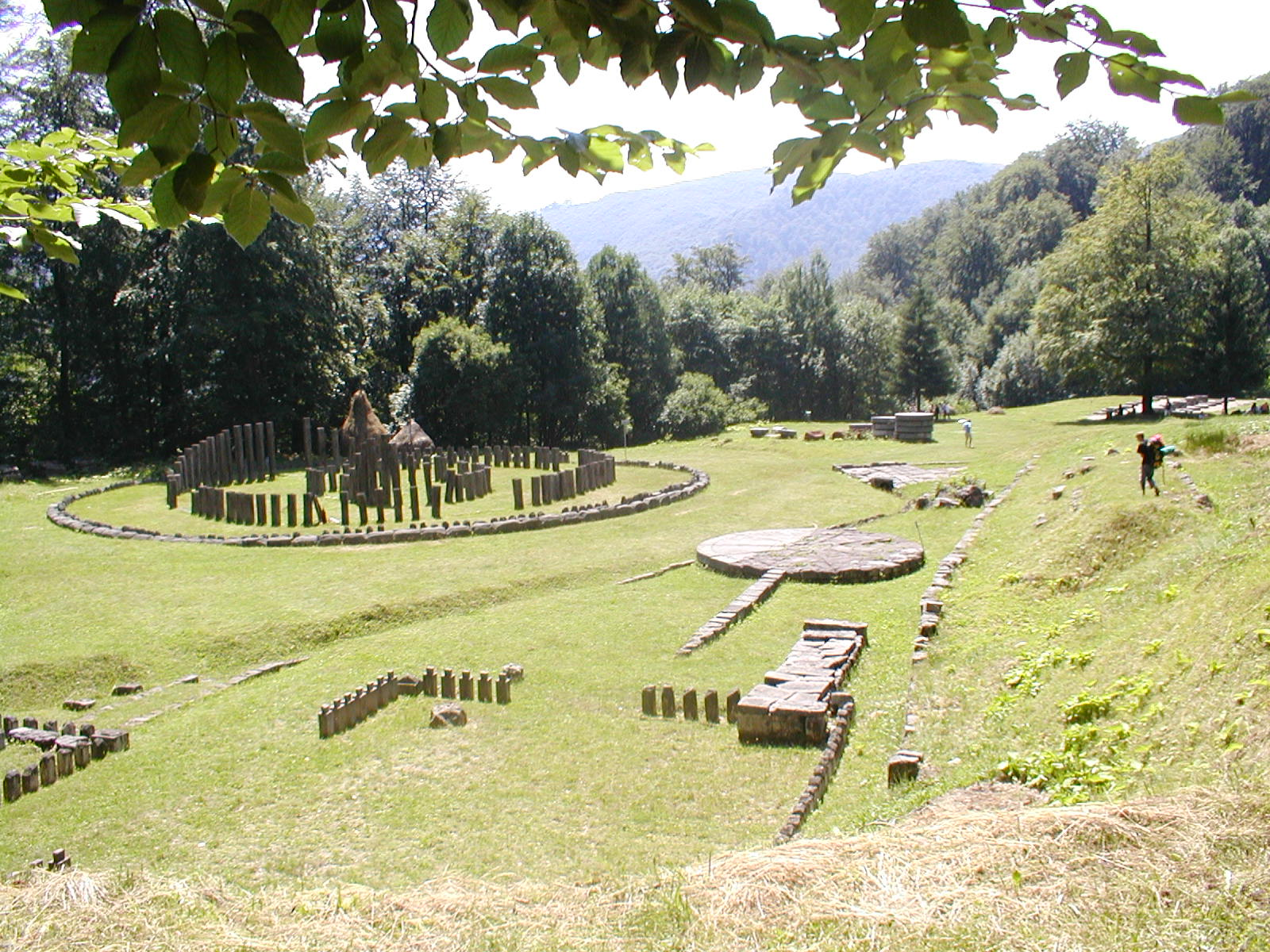
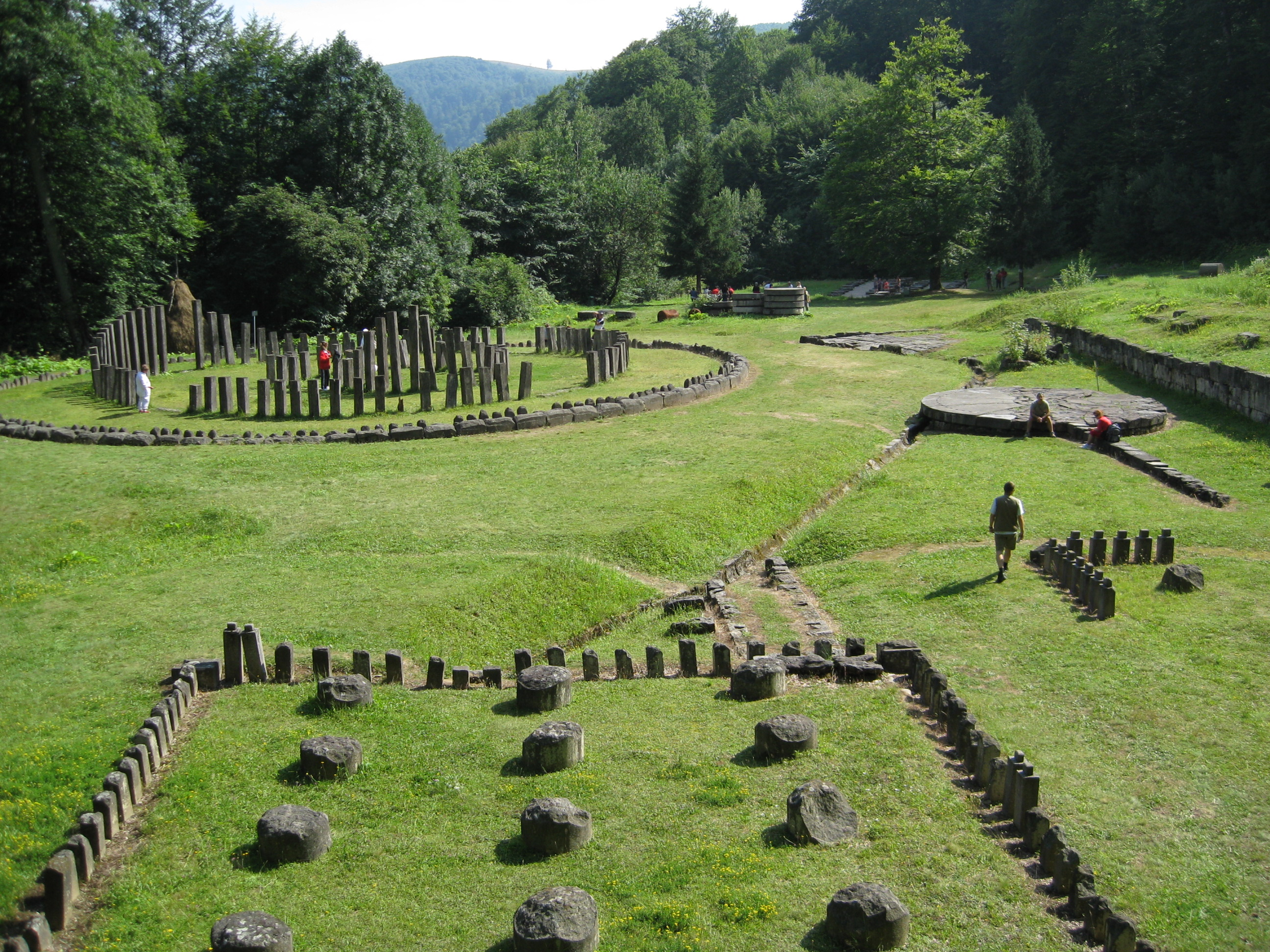
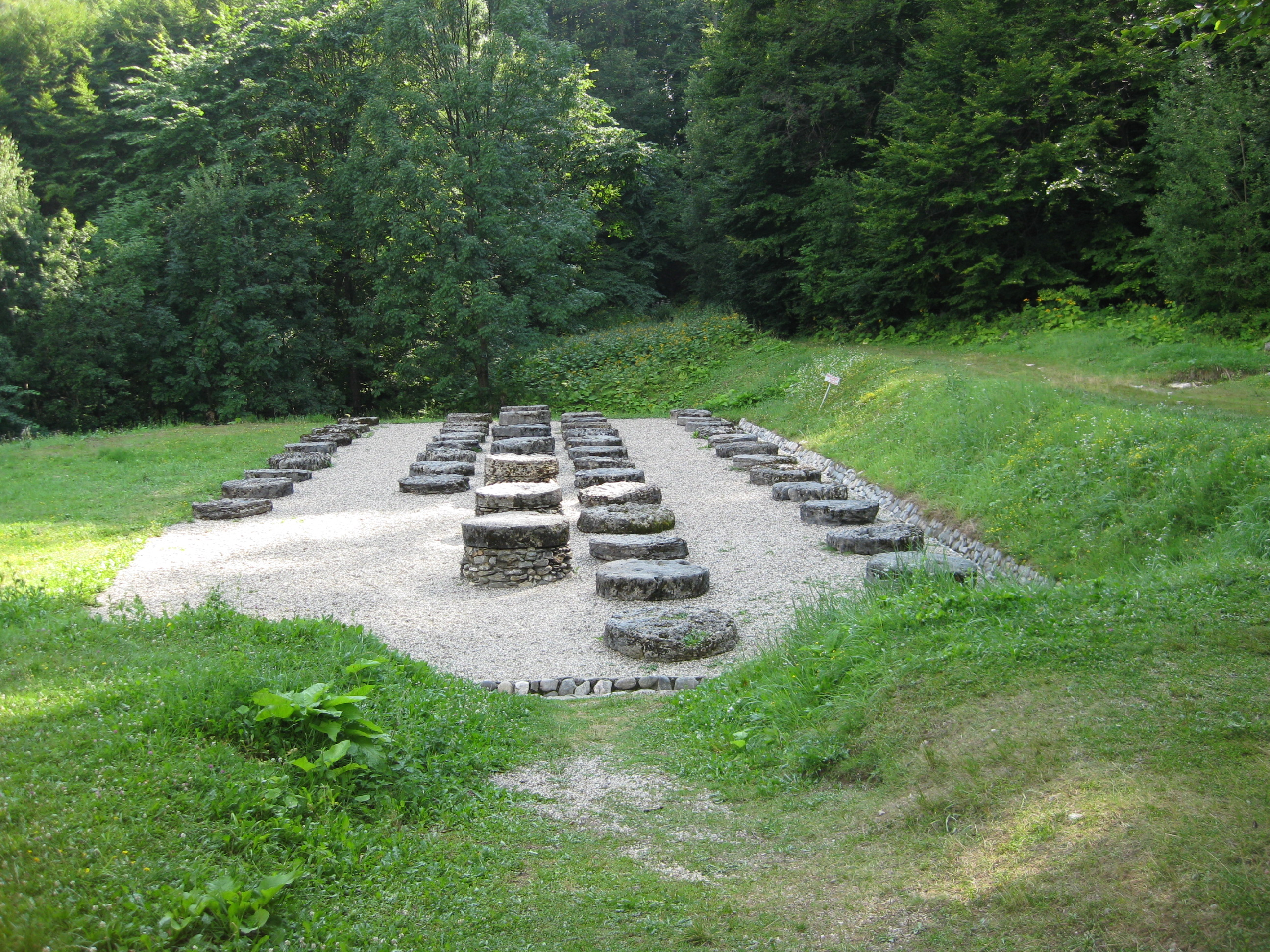